# Аулін Дамір Васильович
Дамір Васильович Аулін — український офіцер, капітан-лейтенант Військово-Морських Сил ЗС України.

## Життєпис
Народився у Кропивницькому. В 2010 році вступив у Севастопольський військово-морський ліцей, в 2012 році — в Академію ВМС.
Під час анексії Криму Росією відмовився присягнути окупантам. 20 березня 2014 року, під час церемонії підняття російського прапору в академії, разом з групою інших курсантів почав співати гімн України, який не вдалося заглушити навіть оркестром. Був переведений на материкову частину України, де у березні 2017 році закінчив навчання в Інституті Військово-морських сил Одеської морської академії. Після випуску служив командиром артилерійської бойової частини на судні «Балта». В 2017 році був призначений командиром новоствореного малого броньованого артилерійського катера «Вишгород». В жовтні 2018 року призначений командиром патрульного катера типу «Айленд» P190 «Слов'янськ». Влітку 2019 року разом з екіпажами «Айлендів» проходив навчання у Навчальному центрі «Балтимор» Берегової охорони США.
З перших днів російського вторгнення патрульний катер під командуванням Ауліна забезпечував оборону з морського напрямку. 3 березня 2022 року о 2-й годині ночі катер здійснював розвідку в районі Кінбурнської коси. Близько 12.30 год. в правий борт в район машинного відділення влучила ракета Х-31, випущена російським літаком. Після цього катер почав тонути. Екіпаж розпочав екстрену евакуацію та поплив до рятувального плоту, що був скинутий на воду. На той час температура води була приблизно +4-5 градусів. Члени екіпажу мали лише рятувальні жилети. Після того, як частина команди добралася до плоту, виявилося, що 11 членів екіпажу зникли безвісти, серед них був Аулін. В ході пошуково-рятувальної операції частину екіпажу вдалося врятувати, але решта моряків зникли безвісти.